# Koolhoven F.K.49
Il Koolhoven F.K.49 fu un bimotore da fotogrammetria ad ala alta sviluppato dall'azienda aeronautica olandese Koolhoven negli anni trenta del XX secolo, e costruito in piccola serie.

## Storia del progetto
Nei primi anni trenta del XX secolo la Luchtvaartafdeling emise il requisito per l'acquisto di un aereo da ricognizione fotografica e fotogrammetria con cui rimpiazzare i precedenti Fokker F.VIIa/3m e Fokker C.IV allora utilizzati dal Topographische Dienst (TD). L'azienda di costruzioni aeronautiche Koolhoven, sotto la guida del proprietario e progettista Frederick Koolhoven, realizzò il modello F.K.49, il cui prototipo andò in volo per la prima volta il 22 settembre 1935.
Il nuovo aereo suscitò un certo interesse ed ottenne un ordine per tre esemplari da parte della Luchtvaartafdeling e uno da parte dell'Ungheria.
Gli F.K.49 erano predisposti per essere utilizzati anche come aerei da trasporto, evacuazione sanitaria o addestramento al lancio dei paracadutisti. Un modello dotato di diversa propulsione, e designato F.K.49A, fu ordinato in due esemplari dalla Finlandia, uno dalla Turchia e due dalla Romania.

## Descrizione tecnica
Aereo da trasporto civile, bimotore, monoplano. L'ala alta a semi-sbalzo, aveva struttura completamente lignea, con rivestimento in compensato. La fusoliera era costruita in tubi d'acciaio saldati, e rivestita in tela. Il carrello d'atterraggio era triciclo posteriore fisso, con le gambe principali dotate di una sola ruota, fissate sotto le gondole motori, e pattino di coda.
La propulsione era assicurata da due motori De Havilland Gipsy Major a 4 cilindri in linea, raffreddati ad aria, eroganti la potenza di 130 CV, ed azionanti un'elica bipala lignea.
La cabina di pilotaggio ospitava i due piloti, seduti in tandem, e dietro di essi trovava posto il fotografo. Le fotocamere o le cineprese erano montate sopra apposite aperture posizionate sul pavimento della cabina. Il quarto membro dell'equipaggio era l'operatore che sviluppava le foto in una apposita camera oscura sita nella parte posteriore della cabina.

## Impiego operativo
L'aviazione olandese ricevette un solo esemplare (matricola 950) consegnato nel dicembre 1935. Esso fu catturato durante le fasi dell'invasione tedesca dei Paesi Bassi, avvenuta il 10 maggio 1940, sul campo d'aviazione di Soesterberg, Utrecht, e demolito qualche tempo dopo. I restanti due si trovavano in vari stadi di costruzione, ma furono distrutti durante il bombardamento dello stabilimento di Waalhaven.
L'aeronautica turca ordinò una versione modernizzata del velivolo, designata FK-49A, dotata dei più potenti propulsori Fairchild Ranger V-770 B-4 da 305 hp. Il velivolo fu consegnato al Harita Genel Komutanlığı (HGK) ed andò perso nel corso del 1938, quando a causa di un incendio a un motore precipitò da grande altezza causando la morte di tutto l'equipaggio.
Il governo finlandese ordinò due FK-49A per la propria Guardia costiera (Merivartiolaitos), dotati di motori Hirth HM 508C da 285 hp e predisposizione per l'installazione di una coppia di galleggianti EDO atti a trasformarli in idrovolanti. Ne fu consegnato un solo esemplare (matricola 1001), che volò per la prima volta il 3 novembre 1939 e fu consegnato, via Svezia, nel gennaio 1940. L'aereo venne usato molto poco dall'aeronautica militare finlandese per problemi legati alla manutenzione dei motori, e fu definitivamente radiato nel 1948 e quindi demolito.
Anche la Romania ordinò due F.K.49R dotati di motori Argus As 10C da 200 hp, che non furono mai realizzati.

## Versioni
- F.K.49: prima versione di serie per la Luchtvaartafdeling, con motori De Havilland Gipsy Major
- F.K.49A: seconda versione di serie per la Turchia e la Finlandia, dotata di propulsori Fairchild Ranger V-770 B-4, Hirth HM 508C o Argus AS 10C-3, muso allungato con forma ovale, e sezione di coda più grande.[2]
- F.K.49W: versione idrovolante per la Finlandia, equipaggiata con una coppia di galleggianti EDO.

## Utilizzatori
Finlandia
- Suomen ilmavoimat

 Paesi Bassi
- Luchtvaartafdeling

 Ungheria
- Magyar Királyi Honvéd Légierő

 Turchia
- Hava Müsteşarlığı

### Annotazioni
1. ↑  Anche la compagnia di bandiera KLM utilizzava per il servizio di cartografia aerea e fotografia un apposito velivolo, un Fokker F.VIII matricola PH-OTO.
2. ↑  Durante il servizio in Finlandia il velivolo totalizzò solo 18 ore di volo.

### Fonti
1. 1 2 3 4 5 6 7 8 9  Taylor 1989, p. 561.
2. 1 2 3 4 5 6 7 8 9  Уголок неба.
3. 1 2  1000aircraftphotos.
4. 1 2 3 4 5 6  Den Ouden.

### Periodici
- (EN) Solely for Survey, in Flight International, n. 1405, London, 28 November 1935,  p. 553.